# Равануза
Равануза (італ. Ravanusa, сиц. Rivinusa) — муніципалітет в Італії, у регіоні Сицилія,  провінція Агрідженто.
Равануза розташована на відстані близько 530 км на південь від Рима, 110 км на південний схід від Палермо, 35 км на схід від Агрідженто.
Населення — 11 870 осіб (2014).

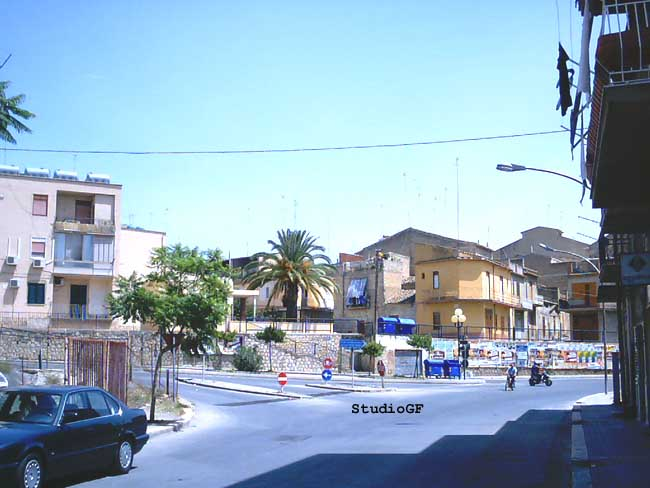

Щорічний фестиваль відбувається 15 червня. Покровитель — святий Віт.

## Демографія
Населення за роками:

Станом на 1 січня 2023 року в муніципалітеті офіційно проживав 381 іноземець з 20 країн, серед них 280 громадян країн Євросоюзу.

## Сусідні муніципалітети
- Канікатті
- Кампобелло-ді-Ліката
- Ліката
- Маццарино
- Наро
- Рієзі
- Сомматіно